# Lingan Bay
Lingan Bay (do 5 lutego 1976 Bridgeport Basin) – zatoka (ang. bay, do 5 lutego 1976 basin) zatoki Indian Bay w kanadyjskiej prowincji Nowa Szkocja, w hrabstwie Cape Breton; nazwa Bridgeport Basin urzędowo zatwierdzona 3 grudnia 1953.